# Maison-des-Champs

Maison-des-Champs este o comună în departamentul Aube din nord-estul Franței. În 1 ianuarie 2022 avea o populație de 35 de locuitori.